# Larsen Lombriki
I Larsen Lombriki sono un gruppo musicale italiano che mescola new wave, improvvisazione e avant rock. Il gruppo è originario di Roma.

## Storia del gruppo

### 1997: Tra gli altri, i Larsen Lombriki
I Larsen Lombriki nacquero a Roma nel 1997 come collettivo con l'intento di accostare la passione per l'arte contemporanea e alla musica. Nel gruppo confluirono i membri di diversi precedenti progetti legati al mondo della cosiddetta Public Art e dell'azionismo, fra i quali I giochi del senso e/o non-senso, DisOrdinazioni e Studi e Ricerche Contemporanee.
Il gruppo inizialmente nacque per creare commenti sonori alla fanzine Rotor e "festival d'appartamento" con nomi d'invenzione come Sleep Music, la Cacophonics, la Incredible Car Rave Music, moltiplicandosi così in diverse band formate sempre dalle stesse 4-5 persone, e crea una label dal nome Rotor Audio Club per la pubblicazione di compilazioni che racchiudessero gli ensemble così formatisi. L'operazione avrebbe dovuto concludersi con la realizzazione di un documentario fittizio che non andò mai in porto. Ciò che ne risultò fu invece una compilation dal titolo Music for Tourists.
Le esibizioni dal vivo, in questo periodo, erano molto rare: nel 1997 un paio di live da appartamento ed un concerto-performance in playback agli Ex-Magazzini Generali, nell'ambito della Festa Alias (inserto de il manifesto), un concerto nel 1999 all'E-klektik festival, al Centro Sociale Ricomincio dal faro.

### I Larsen Lombriki come progetto portante
Nel 1999 il collettivo decide di tirare a sorte un nome tra i gruppi proposti in Music for Tourists, e venne così scelto "Larsen Lombriki" per portare avanti il progetto musicale che con questo nome pubblicherà poi due dischi partecipando a varie compilazioni.
Nel 2000 esce il primo disco a nome Larsen Lombriki dal titolo Glad to Be Here che viene prodotto da Snowdonia dischi, a cui seguirono il Radio-tour nel 2000 (4 concerti in diretta su Radio Città Futura e Radio Onda Rossa), sempre nel 2000 la partecipazione all'OffFest al CS Leoncavallo di Milano e ad altre due serate organizzate dalla Subway Music al Sonica e al Jungle; nel 2001 suonano all'Half Die Festival e all'Aliens in Roma Night alla Locanda Atlantide.
Nel 2005 sempre per Snowdonia dischi, esce Free from deceit of cunnings.

## Lo stile
Se è vero che nei loro dischi i Larsen Lombriki attraversano spesso i generi utilizzandoli a loro piacimento, ed istillando così un diffuso senso di disorganicità nella creazione di climi differenti, è anche vero che sono rintracciabili nel loro suono alcune caratteristiche che nel tempo danno organicità alle loro opere; si rintracciano così un certo gusto per arrangiamenti semplici, composizioni ludiche e giocose, strumenti e registrazioni a bassa fedeltà, creando così una stratificazione di strumenti, suoni e sonorità di varia natura.

## Componenti
I componenti del gruppo usano i seguenti pseudonimi:
- +Uno: chitarra, Voce, giradischi, Sampler, Sintetizzatore, programmazione Drum Machine.
- E. Spenazo: Voce, Chitarra Ritmica e Fuzz, Elettronica, Sintetizzatore.
- Rudi Van Mad: Voce, Chitarra.
- Abel Aabab: Tastiere, programmazione Drum Machine, giradischi, cut up.
- Pix: Tastiere, Sassofono, Sintetizzatore, programmazione Drum Machine.
- Ben Presto: Basso, cut up, campioni, chitarra, Armonica, oggetti.

## Discografia[4]

### Album
- 2000 Glad to Be Here - (Snowdonia)
- 2005 Free from deceit of cunnings - (Snowdonia / Rotor Audio Club)

### Compilation
- 1999 Music for Tourists - (Rotor Audio Club)
- 2001 Aliens in Roma 2 . 001 (Magika Roma) - con il brano Meat, Natural Food (Pinguia Carnes) (Wot4 / Audioglobe)
- 2003 Aleatory Compilation Volume 1 - (Aleatory)
- 2003 Lupinaria uccide! - (CDr, VDC)
- 2004 The Vegetable Man Project vol. 3 - con il brano Vegetable Man (CD, Oggetti Volanti Non Identificati)
- 2006 Lupinaria col morto - (CDr, VDC)
- 2006 Breaking Down The Barriers 1995-2005, Ten Years Of Afe - con il brano Palladilardo (File, MP3, Afe Records)
- 2007 Clinical Sounds - Volume - con il brano Livin In A Jingle (File, MP3, Clinical Archives)
- 2008 Voodoo Rewoork & Videoo - con il brano Lombriko Voodoo (CDr, Moriremo Tutti Records)
- 2008 Grand Prize Compilation - con il brano Burning Blue (16xFile, MP3, Poney Club International)

### Video e DVD
- 2009 Nicola Quiriconi, III Tagofest - Video live del Tagofest (DVD, Bar La Muerte, Boring Machines, Fratto9 Under The Sky Records, FromSCRATCH, Lisca Records, Marinaio Gaio, rudiMENTALE, To Lose La Track, Wallace Records)